# Pfarrhaus (La Cassagne)

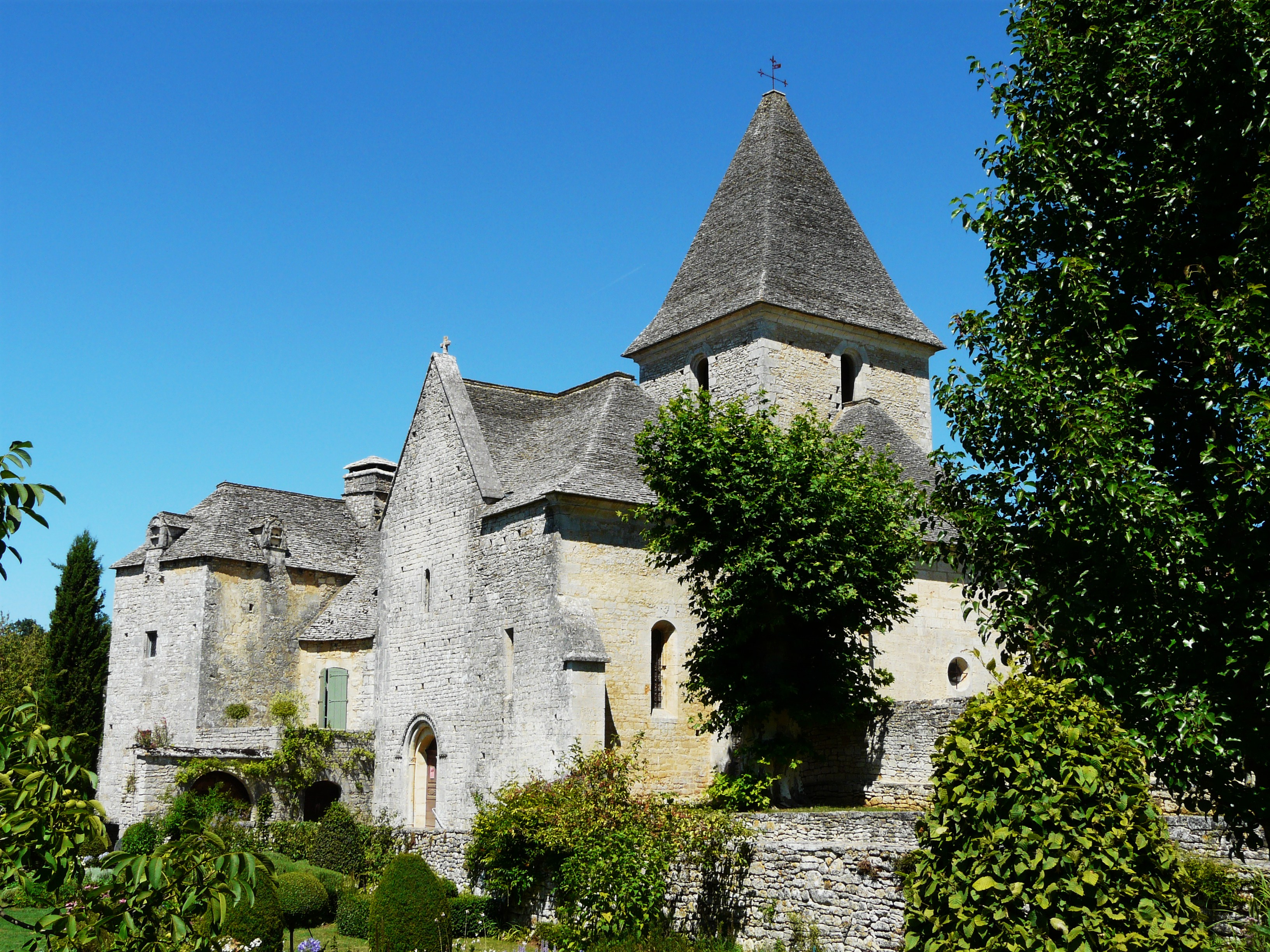
Kirche (rechts) und Pfarrhaus in La Cassagne

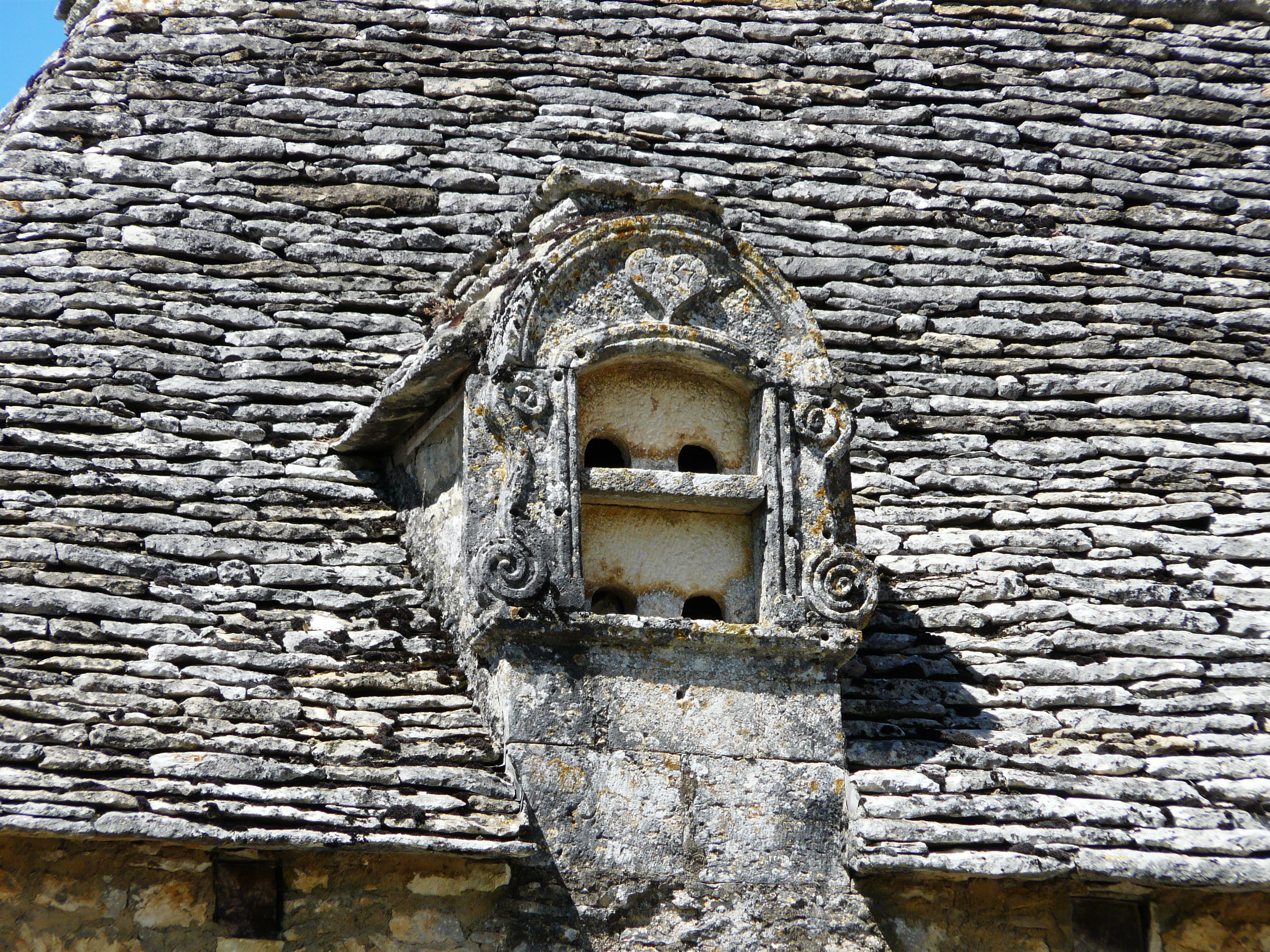
Dachgaube und Steindeckung

Das Pfarrhaus in La Cassagne, einer französischen Gemeinde im Département Dordogne im Nordosten der Region Aquitanien, wurde im 16. Jahrhundert errichtet. Das Pfarrhaus wurde im Jahr 1936 als Monument historique klassifiziert.
Der zweigeschossige Bau grenzt unmittelbar an die Pfarrkirche St-Barthélemy. Er gehörte wohl zum aufgelösten Priorat.
Das mit Steinschindeln (lauzes) gedeckte Pfarrhaus zeichnet sich durch einen runden Treppenturm sowie durch zwei barocke Lukarnen aus.